# 建伶县
建伶县，《汉书》作健伶县，西汉至南朝梁时期的县，在今云南省昆明市晋宁区昆阳街道汉营村，邻近的中谊村鸡冠山山腰台地曾发现南北朝时期南中大姓的梁堆墓。

## 历史
汉武帝元封二年（前109年）开益州郡，设建伶县。建武十八年（42年），建伶县曾与夷渠帅栋蚕及邻近诸县一同反叛，益州太守繁胜败退朱提，次年武威将军刘尚率军平叛，到二十一年（45年）正月于不韦斩杀栋蚕，叛乱彻底结束。《晋书》有泠丘而无建伶，建伶县当在三国两晋时更名泠丘县（冷丘县），《晋太康三年地记》有建伶而无泠丘，则其更名应在太康三年（282年）之后，惟具体时间不明。三国蜀汉改益州郡为建宁郡，建伶（泠丘）改属建宁。西晋泰始七年（271年），武帝划建宁、兴古、云南、永昌四郡设立宁州，泠丘县属宁州建宁郡。太安二年（303年），晋惠帝分建宁以西七县另立为益州郡，泠丘县改属益州郡，永嘉二年（308年）改益州郡为晋宁郡。东晋咸和八年（333年）被成汉吞并，永和三年（347年）桓温征灭成汉后复设晋宁郡，晋宁郡治也从滇池县迁移至此。南朝宋改回建伶县，属晋宁郡，齐、梁属宁州晋宁郡。齐时南中各地已被大姓爨氏控制，萧梁仅能遥领宁州，到陈朝即不再统治宁州。
蜀汉时期，曾有地方豪强爨习担任建伶令，后因罪被免官，爨习为蜀汉重臣李恢的姑丈。
《华阳国志》并列晋宁郡建伶县与建宁郡伶丘县，任乃强认为西晋分建宁郡与益州郡时，县民隶郡不一，可能是由于建伶地多为濮人，伶丘地多为獠人（《华阳国志》“伶丘县，主獠”），因此拆分二县，分属两郡，到宋时又合为一县。
胡阿祥《梁政区建置表》仍将晋宁郡建伶县列入，《中国行政区划通史》从此说，认为建伶县到萧梁时仍为实县。
2021年，河泊所遗址考古挖掘出有关建伶县的实物材料，有“建伶令印”封泥、“建伶髨钳吴屯代杨闵”简牍等。

## 地望
朱惠荣将建伶定于晋宁县古城镇（今属昆明市晋宁区昆阳街道）汉营村；任乃强将建伶定于后世昆阳县治（今晋宁区），伶丘定于玉溪坝子；《中国历史地图集》将建伶定于今晋宁区，冷丘定于今富源县东南；《雍正云南通志》将建伶定于昆明西北，后多有从者，但此说不可取。

## 引用
1. 1 2  朱惠荣（2017年），第195页
2. ↑  汉书，卷二十八上·地理志八上，第1601页："益州郡，武帝元封二年开。莽曰就新，属益州。……县二十四：……健伶。"
3. ↑  后汉书，志二十三·郡国五，第3512-3513页："益州郡，武帝置。……滇池，胜休，俞元，律高，贲古，毋棳，建伶，谷昌，牧靡，味，昆泽，同濑，同劳，双柏，连然，梇栋，秦臧。"
4. ↑  后汉书，卷八十六·南蛮西南夷列传，第2846-2847页："建武十八年，夷渠帅栋蚕与姑复、楪楡、梇栋、连然、滇池、建伶、昆明诸种反叛，杀长吏。益州太守繁胜与战而败，退保朱提。十九年，遣武威将军刘尚等发广汉、犍为、蜀郡人及朱提夷，合万三千人击之。尚军遂度泸水，入益州界。群夷闻大兵至，皆弃垒奔走，尚获其赢弱、谷、畜。二十年，进兵与栋蚕等连战数月，皆破之。明年正月，追至不韦，斩栋蚕帅，凡首虏七千馀人，得生口五千七百人，马三千匹，牛羊三万馀头，诸夷悉平。"
5. ↑  东晋疆域志，卷三·实州郡县第三·宁州，第242页："建伶，汉旧县，属益州。《沈志》称《太康地志》属建宁，按《晋书》地理志有泠丘无建伶，当即是。"
6. ↑  晋太康三年地记，第19页："建伶县属晋宁郡 同上 右建伶 按，《晋书·地理志》有泠邱无建伶，当即是。"
7. ↑  晋书，卷十四·地理上，第441页："建宁郡，蜀置，统县十七，户二万九千。味、昆泽、存䣖、新定、谈槀、母单、同濑、漏江、牧麻、谷昌、连然、秦臧、双柏、俞元、修云、泠丘、滇池。"
8. ↑  晋书，卷十四·地理上，第440页："泰始七年，武帝以益州地广，分益州之建宁、兴古、云南、交州之永昌，合四郡为宁州，统县四十五，户八万三千。"
9. ↑  晋书，卷十四·地理上，第441页："太康三年，武帝又废宁州入益州，立南夷校尉以护之。太安二年，惠帝复置宁州，又分建宁以西七县别立为益州郡。永嘉二年，改益州郡曰晋宁，分牂柯立平夷、夜郎二郡。"
10. ↑  胡阿祥，孔祥军 & 徐成（2014年），第876-877页
11. ↑  宋书，卷三十八·州郡四，第1183页："晋宁太守，晋惠帝太安二年，分建宁西七县为益州郡，晋怀帝更名。……建伶令，汉旧县，属益州郡，晋太康地志属建宁。"
12. ↑  南齐书，卷十五·州郡下，第304页："宁州，镇建宁郡，本益州南中，诸葛亮所谓不毛之地也。……晋宁郡：建伶、连然、滇池、俞元、谷昌、秦臧、双柏。"
13. ↑  尤中（1990年），第86-89页
14. ↑  三国志，卷四十三，蜀书·李恢传，第1045页："李恢字德昂，建宁俞元人也。仕郡督邮，姑夫爨习为建伶令，有违犯之事，恢坐习免官。太守董和以习方土大姓，寝而不许。"
15. 1 2  任乃强（1987年），第276-277页
16. ↑  胡阿祥（2005年），第493页
17. ↑  胡阿祥，孔祥军 & 徐成（2014年），第1339页
18. ↑  伍晓阳; 严勇. . 新华每日电讯. 2024-05-21  [2025-06-28].
19. ↑  伍晓阳; 严勇. . 新华每日电讯. 2024-05-21  [2025-06-28].
20. ↑  谭其骧（1982年），第49-50页
21. ↑  雍正云南通志，卷四·建置，第十四页，影印本第2585页上："昆明县，附郭。汉益州郡谷昌县地，西为秦臧县，西北为建伶县。"
22. ↑  方国瑜（1987年），第62页